# Kurt Gscheidle

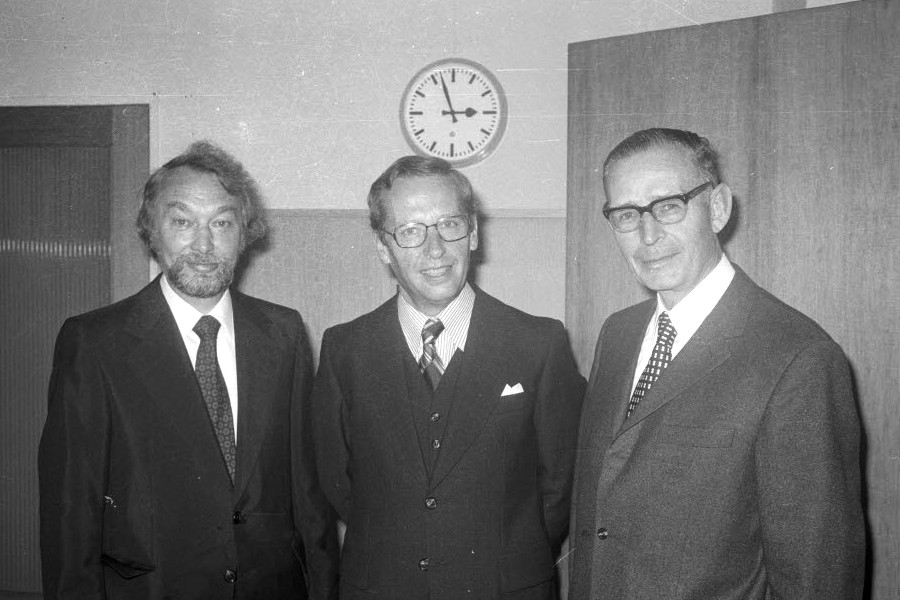
Kurt Gscheidle (Mitte) bei einem Besuch in Kiel anlässlich des Wechsels an der Spitze der dortigen Oberpostdirektion (1975)

Kurt Gscheidle (* 16. Dezember 1924 in Stuttgart; † 22. Februar 2003 in Saarbrücken) war ein deutscher Politiker (SPD). Von 1974 bis 1982 war er Bundesminister für das Post- und Fernmeldewesen, von 1974 bis 1980 gleichzeitig Bundesminister für Verkehr.

## Ausbildung und Beruf
Von 1939 bis 1942 absolvierte Gscheidle eine Ausbildung zum Feinmechaniker bei der Deutschen Reichspost. Ab 1942 nahm er als Soldat am Zweiten Weltkrieg teil. 1948 wurde er aus der Kriegsgefangenschaft entlassen und war seit Ende 1948 im Postdienst als Fernmeldetechniker tätig. Von 1950 bis 1951 absolvierte er ein Studium an der Sozialakademie Dortmund. Es folgte dann eine Ausbildung zum REFA-Ingenieur.
1953 wechselte er als hauptamtlicher Funktionär zur Deutschen Postgewerkschaft (DPG) in Frankfurt am Main, wo er bis 1957 Leiter des Sekretariats für Technik und Wirtschaft war, danach bis 1969 stellvertretender Bundesvorsitzender. 1969 war er zur Neuwahl des Vorsitzenden des Deutschen Gewerkschaftsbundes (DGB) von den Vorsitzenden der Einzelgewerkschaften einstimmig als Kandidat nominiert. Seine Wahl galt als sicher. Nachdem er jedoch Forderungen zur Reform des DGB erhob, musste er noch vor der Wahl Heinz Oskar Vetter weichen.

## Partei
Gscheidle war seit 1956 Mitglied der SPD. Er war dem Godesberger Flügel zuzurechnen, der sich später zum Seeheimer Kreis entwickelte.

## Abgeordneter
Gscheidle war Stadtverordneter in Oberursel. Von 1961 bis 1969 sowie von 1976 bis 1980 war er Mitglied des Deutschen Bundestages. Ab 1961 war er direkt gewählter Abgeordneter des Wahlkreises 135 Obertaunuskreis im 4. Deutschen Bundestag. 1965 verlor er das Direktmandat an Walther Leisler Kiep und gelangte über die hessische Landesliste in den 5. Deutschen Bundestag. In den 6. Deutschen Bundestag wurde er 1969 ebenfalls über Platz drei der Landesliste gewählt, legte jedoch wegen seiner Ernennung zum beamteten Staatssekretär das Mandat bereits am 7. November 1969 nieder. Von 1962 bis 1969 gehörte er auch dem Vorstand der SPD-Bundestagsfraktion an. Als Bundesminister kandidierte er 1976 im Wahlkreis 78 (Rheydt – Grevenbroich II), wurde aber nur über die Landesliste Nordrhein-Westfalen in den 8. Deutschen Bundestag gewählt. 1980 verweigerte ihm der SPD-Bezirk Niederrhein einen Platz auf der Landesliste, nachdem Gscheidle eine weitere Direktkandidatur aus gesundheitlichen Gründen abgelehnt hatte.

## Öffentliche Ämter
Von 1969 bis 1974 war Gscheidle beamteter Staatssekretär im Bundesministerium für das Post- und Fernmeldewesen. Als Leiter der so genannten Kommission Deutsche Bundespost war er führend an der Erarbeitung von Grundsätzen für die wirtschaftliche Unternehmensführung der bis dahin als öffentliche Verwaltung agierenden Bundespost beteiligt. Der von der Kommission vorgelegte Entwurf eines Gesetzes über die Unternehmensverfassung der Deutschen Bundespost scheiterte, wesentliche Maßnahmen konnten dennoch umgesetzt werden.
Am 16. Mai 1974 wurde Gscheidle als Bundesminister für Verkehr und für das Post- und Fernmeldewesen in die von Bundeskanzler Helmut Schmidt geführte Bundesregierung berufen. Er erreichte nun in kurzer Zeit, dass die Bundespost wirtschaftlich arbeitete. Ähnliche Pläne für die hoch defizitäre Bundesbahn konnte er in der Öffentlichkeit nicht durchsetzen. Er privatisierte kleinere Teile von Bahn und Post und plante 1978 eine vollständige Privatisierung der Bahn mit Ausnahme des Schienennetzes.
1980 wurde die von Gscheidle betriebene Einführung eines Gebührenzeittakts für Telefongespräche innerhalb der Ortsnetze vollzogen. Gscheidle hatte sich mittlerweile den Ruf erworben, der erste fachlich qualifizierte Verkehrsminister der Bundesrepublik zu sein, schuf sich mit seinen Reformen und Reformvorhaben aber zunehmend innerparteiliche Gegner. Auch vertrat er die konsequente Umsetzung des Radikalenerlasses bei Post und Bahn.
Nach der Bundestagswahl 1980 wurde die Führung von Post- und Verkehrsministerium getrennt und Gscheidle gab das Verkehrsministerium ab. Beim Poststreik im November 1980 ordnete er den Einsatz von Beamten auf bestreikten Arbeitsplätzen an, was nach umfangreichen gerichtlichen Auseinandersetzungen schließlich 1993 vom Bundesverfassungsgericht für unzulässig erklärt wurde. Anlässlich einer Kabinettsumbildung schied Gscheidle am 28. April 1982 aus der Bundesregierung aus.

## Sonstiges
Bekannt wurde unter Philatelisten die so genannte Gscheidle-Marke. Der ehemalige Postminister Gscheidle hatte drei Bogen der nicht herausgegebenen Sondermarke zu den Olympischen Sommerspielen 1980 in Moskau in seinem privaten Besitz. Durch den so genannten Gscheidle-Irrtum seiner Frau, die diese amtlich nicht ausgegebenen Marken zur Frankierung privater Postsendungen benutzte, kamen 1982 und 1983 einige Exemplare in Umlauf.

## Auszeichnungen
- 1974: Bundesverdienstkreuz 1. Klasse
- 1976: Großes Verdienstkreuz
- 1978: Großes Verdienstkreuz mit Stern und Schulterband
- 1978: Großes Goldenes Ehrenzeichen am Bande für Verdienste um die Republik Österreich[1]